# Hikari (album)
Hikari è il secondo album in studio della band britannica Oceans Ate Alaska, pubblicato il 28 luglio tramite Fearless Records. Nell'album presente Jake Noakes che ha rimpiazzato il cantante originale della band James Harrison

## Tracce
Musiche di Oceans Ate Alaska.
1. Benzaiten (con Alex Teyen dei Black Tongue) – 3:36
2. Sarin – 3:08
3. Covert – 3:13
4. Hansha – 3:38
5. Deadweight – 3:05
6. Veridical – 1:50
7. Entrapment – 2:59
8. Hikari – 3:21
9. Birth-Marked – 3:05
10. Ukiyo (con Josh Manuel dei Issues) – 1:19
11. Escapist – 4:19

Durata totale: 33:33